# سيكيم
سِكِّم أو سِكِّيم (بالهندستانية: ) ولاية تقع في شمال شرق الهند. تحدها منطقة التبت ذاتية الحكم الصينية من الشمال والشمال الشرقي وبوتان من الشرق ومقاطعة كوشي النيبالية من الغرب والبنغال الغربية من الجنوب. تعد سكيم أقل الولايات الهندية من حيث الكثافة السكانية وثاني أصغرها من حيث المساحة. تقع سكيم في شرقي جبال الهيمالايا وتشتهر بتنوعها البيولوجي والتنوع المناخي من المناخ الألبي إلى شبه الاستوائية وفيها جبل كانغشينجونغا أعلى قمة في الهند وثالث أعلى قمة في العالم. عاصمة الولاية وأكبر مدنها هي غانتوك، تغطي حديقة خانغشيندزونغا الوطنية حوالي 35% من مساحة الولاية وهي أحد مواقع التراث العالمي لليونسكو.
أسست سلالة نامجيال مملكة سكيم في القرن السابع عشر وكانت تحكمها طبقة "تشوجيال" الكهنوتية البوذية. أصبحت سكيم دولة تابعة للإمبراطورية البريطانية في عام 1890، وأصبحت دولة تابعة للاتحاد الهندي بعد استقلال الهند في عام 1947 وثم جمهورية الهند منذ عام 1950. تتميز الولاية بأعلى معدلات الإلمام بالقراءة والكتابة ودخل الفرد بين ولايات الهيمالايا. في عام 1973، شهدت الولاية احتجاجات مناهضة للملكية في عام 1973 أمام قصر تشوجيال وأُجري استفتاء بعد سيطرة الجيش الهندي على المنطقة في عام 1975 لإلغاء النظام الملكي والانضمام إلى الهند.
تعد سكيم الحديثة ولاية هندية ذات تنوع عرقي ولغوي. اللغات الرسمية فيها هي الإنجليزية والنيبالية والبوتيا والليبشا واللغات الإضافية الجورونج والليمبو والماغار والموخيا والنيوارية والراي والشيربا والتامانغ. تُدرس اللغة الإنجليزية في المدارس وتُستخدم في الوثائق الحكومية. الديانة الرئيسية هي الهندوسية مع وجود أقلية بوذية فاجرايانا كبيرة. يعتمد اقتصاد سكيم بشكل كبير على الزراعة والسياحة على أن اقتصادها كان أحد أصغر خمس اقتصادات بين الولايات الهندية في عام 2019 إلا أنه ينمو بسرعة.

## التسمية
يُعتقد أن اسم "سكيم" مشتق من مزج كلمتي "سو" بمعنى "جديد" و"كيم" بمعنى "قصر" أو "منزل" في لغة الليمبو. الاسم التبتي لسكيم هو "درينجونج" (bras ljongs) أي "وادي الأرز"، في حين يسميها البوتانيون باسم "بيول ديمازونج" بمعنى "وادي الأرز الخفي". تذكر الأساطير المحلية أن بعد أن أصبحت "رابدنتسي" العاصمة الجديدة بنى الملك "تنسونغ نامغيال" قصرًا وطلب من ملكة الليمبو تسميته. أطلق عليه شعب الليبشا (السكان الأصليون لسكيم)، اسم "ني-ماي-إيل" بمعنى "الجنة". تُعرف سكيم في الأدب الهندي التاريخي بـ"إندراكيل" أي حديقة إله الحرب "إندرا".

## التاريخ

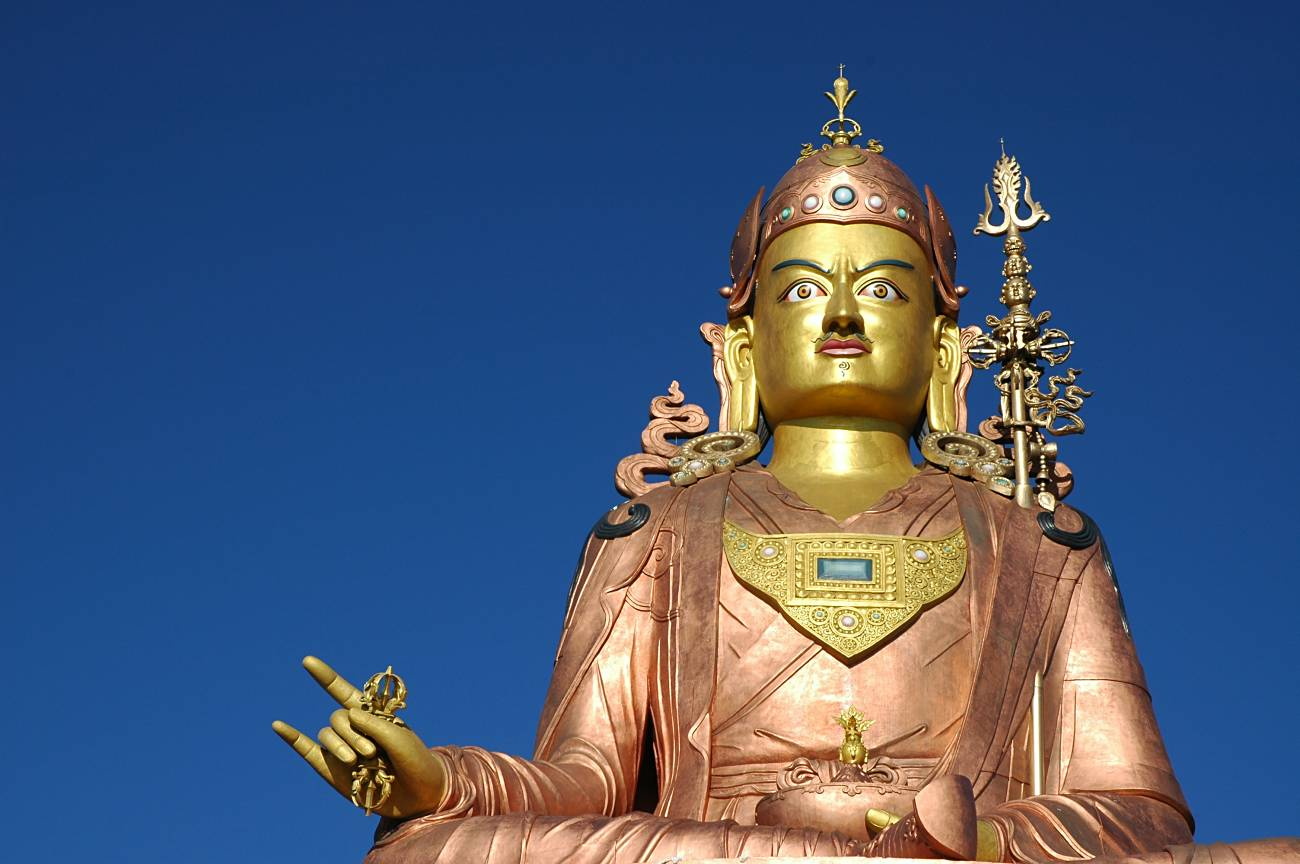
جورو رينبوتشي شفيع سكيم

يُعد اللبشا من أقدم سكان سكيم. ربما استقروا في المناطق الشرقية والشمالية من المنطقة بينما سكن الليمبو والماغار في المناطق الغربية والجنوبية النائية منذ وقت مبكر أيضا. ذكر أن القديس البوذي بادماسامبهافا (جورو رينبوتشي) قد زار المنطقة في القرن الثامن.

### مملكة سكيم

علم مملكة سكيم المستقلة

تذكر الأساطير المحلية أن خي بومسا أحد أمراء القرن الرابع عشر من سلالة شيا الغربية في خام بشرق التبت أوحي إليه أن يسافر جنوبًا لكي يبحث عن ثرواته. نصب اللامات الثلاثة في يوكسوم فونتسوغ نامغيال (خي بومسا هو جده الخامس) أول تشوجيال (ملك كاهن) لسكيم في عام 1642. ثم خلفه في الحكم ابنه تينسونغ نامغيال في عام 1670، الذي نقل العاصمة من يوكسوم إلى رابدنتسي (قربية من بيلينغ الحالية). غزت مملكة بوتان سكيم في عام 1700 بمساعدة الأخت غير الشقيقة للتشوجيال التي حُرمت من العرش. وبعد عشر سنين من الغزو طرد التيبتيون مملكة بوتان وأعادو العرش إلى التشوجيال. أغار مملكة نبيال وبوتان عدة مرات على سكيم بين عامي 1717 و1733 بلغت ذروتها بتدمير النيباليين للعاصمة رابدنتسي. أرسلت الصين في عام 1791 قوات للدفاع عن سكيم والتبت ضد مملكة جورخا وبعد هزيمة جورخا سيطرت سلالة تشينغ الصينية على سكيم بالكامل.

### الراج البريطاني

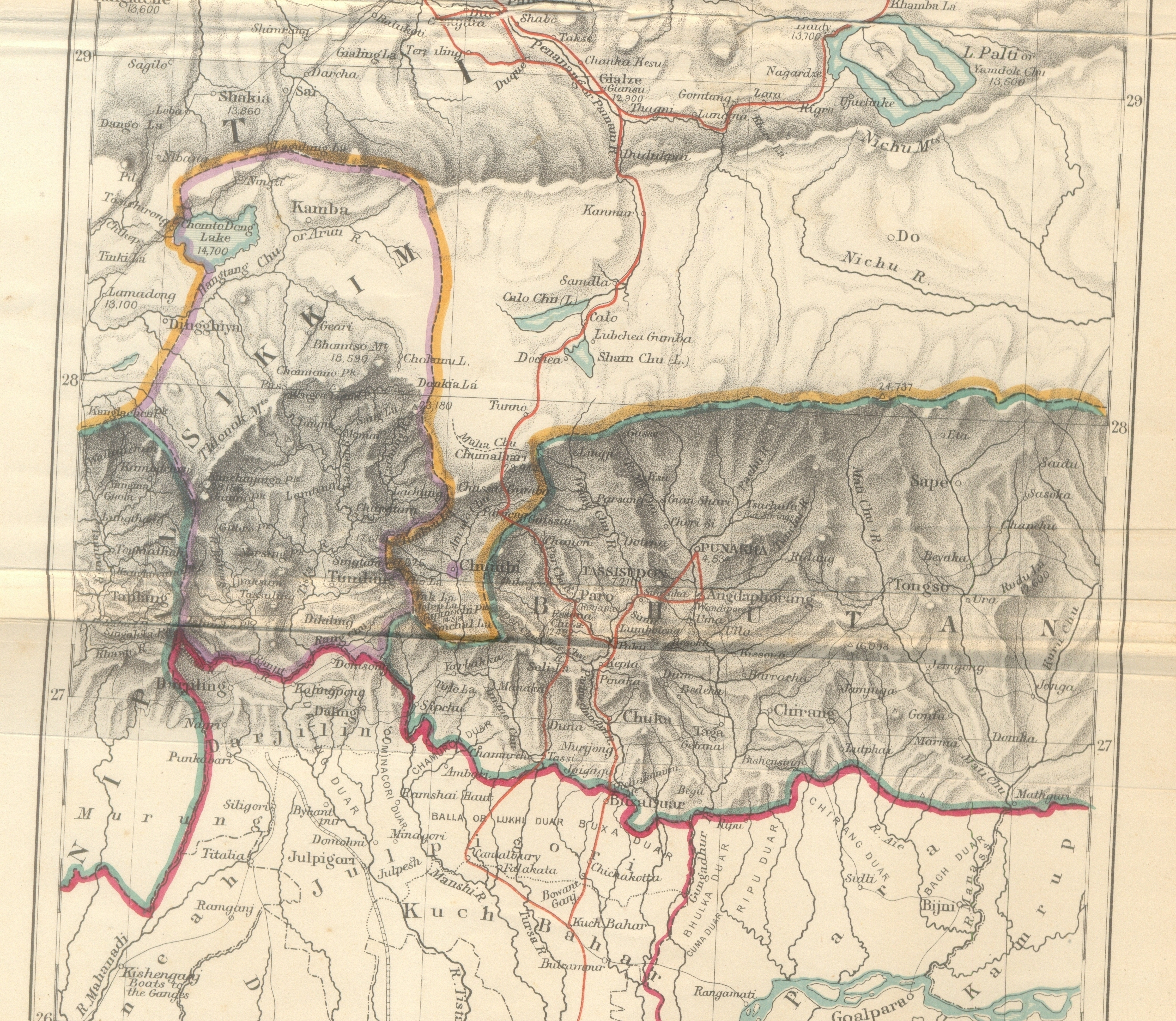
خريطة سكيم لعام 1876 تُظهر بحيرة تشومو دونغ في شمال سكيم. لكن لم تضم الخريطة كلاً من تشومبي ودارجيلنغ لسكيم.

تحالفت سكيم مع بريطانيا ضد نيبال بعد بدء الحكم البريطاني في الهند المجاورة. هاجم النيباليون سكيم واستولوا على أغلب مناطقها حتى منطقة تيراي. دفع هذا العدوان شركة الهند الشرقية البريطانية للهجوم على نيبال ومن هنا اندلعت حرب جورخا في عام 1814. تلا ذلك توقيع معاهدات بين سكيم ونيبال استرجعت فيها سكيم الأراضي التي احتلها النيباليون في عام 1817. تدهورت العلاقات بين سكيم وبريطانيا بعد فرض بريطانيا ضرائب على منطقة مورانج. دخل الطبيبان البريطانيان السير جوزيف دالتون هوكر وأرشيبالد كامبل سكيم بشكل غير قانوني في عام 1949 كان الأخير كان مسؤولاً عن العلاقات بين حكومتي بريطانيا وسكيم. احتجزت حكومة سكيم الطبيبين غضبت بريطانيا على هذا الفعل فاحتلت منطقتي دارجيلنغ ومورانج وضمتها إلى الهند البريطانية في عام 1853. ونتج عن الغزو أن أصبح تشوجيال سكيم حاكماً فخرياً تحت إشراف الحاكم البريطاني.
أصبحت سكيم محمية بريطانية في نهايات القرن التاسع عشر ووثق ذلك رسمياً بموجب اتفاقية مع الصين في عام 1890. حصلت سكيم على المزيد من السيادة تدريجياً في العقود الثلاثة التالية، وأصبحت عضواً في مجلس الأمراء الهيئة التي تمثل حكام الولايات الأميرية الهندية في عام 1922.

### الحماية الهندية
قدم جواهر لال نهرو نائب رئيس المجلس التنفيذي قرارًا في الجمعية التأسيسية الهندية قبل استقلال الهند ينص على أن سكيم وبوتان هما دولتين هيمالايتين ليستا "ولايات هندية" ويجب التفاوض معهما بشأن مستقبلهما بشكل منفصل. ووقعت اتفاقية وضع تجميد في فبراير 1948.
نشأت حركة سياسية في سكيم مع استقلال الهند وتحولها إلى الديمقراطية تطالب بالتحول إلى الديمقراطية فتأسس مؤتمر ولاية سكيم المؤيد للانضمام في الهند. قدم الحزب مطالبه إلى القصر منها الانضمام للهند. حاول القصر تهدئة الحركة بتعيين ثلاثة من أعضاء الحزب في الحكومة ودعم حركة مضادة تحت اسم حزب سكيم الوطني الذي كان يعارض الانضمام للهند.
استمرت المطالبات وأطلقت اللجنة الأمنية العليا حركة عصيان مدني. طلب تشوجيال بالدن ثوندوب نامجيال من الهند المساعدة في قمع الحركة فأرسلت الهند قوة شرطة عسكرية صغيرة وديوان هندي. اتفقت الهند وسكيم في عام 1950 على وضع أن تمنح سكيم وضع محمية هندية فسيطرت الهند على الشؤون الخارجية والدفاع والدبلوماسية والاتصالات لسكيم.
أنشئ مجلس الدولة حكومة دستورية تحت حكم التشوجيال في عام 1953. نجح تشوجيال بالدن ثوندوب نامجيال في الحفاظ على الحكم الذاتي وتشكيل "دولة آسيوية نموذجية" فحقق أن كان معدل القراءة والكتابة ودخل الفرد أعلى من نيبال وبوتان والهند المجاورة. طالب مؤتمر سكيم الوطني بإجراء انتخابات جديدة وتمثيل أكبر للنيباليين في سكيم في الوقت نفسه. وقعت مظاهرات ضد النظام الملكي في عام 1973 استدعت تدخل قوات الأمن الهندية لقمعها.

### الانضمام إلى الهند
في عام 1975، ناشد رئيس وزراء سكيم كازي ليندوب دورجي رئيسة الوزراء الهندية أنديرا غاندي في عام 1975 أن تصبح سكيم ولاية هندية. سيطر الجيش الهندي على مدينة غانتوك في أبريل من نفس العام وجرد حراس قصر تشوجيال من أسلحتهم. تلا ذلك استفتاء وافق فيه 97.5% من الناخبين على إلغاء النظام الملكي والانضمام إلى الهند. يُزعم أن الهند نشرت بين 20,000 و40,000 جندي في بلد تعداد سكانه 200,000 نسمة وقت الاستفتاء. أصبحت سكيم الولاية الثانية والعشرين للاتحاد الهندي وألغيت الملكية في 16 مايو 1975. لدمج الدولة الجديدة عدل البرلمان الهندي الدستور فأُدخل التعديل 35 الذي جعل سكيم "دولة شريكة" وهي تسمية خاصة لم تُستخدم مع دولة أميرية أخرى وبعد شهر ألغى التعديل 36 التعديل 35 وجعل سكيم ولاية كاملة وأضيفت إلى الجدول الأول للدستور.

### التاريخ الحديث
في عام 2000، فر الكارمابا السابع عشر أورجين ترينلي دورجي الذي اعترف به الدالاي لاما وقبلته الحكومة الصينية من التبت إلى دير رومتيك في سكيم. واجه المسؤولون الصينيون معضلة بشأن هذه القضية لأن الصين كانت تعتبر سكيم دولة مستقلة تحتلها الهند. في النهاية اعترفت الصين بسكيم كجزء من الهند في عام 2003 في مقابل اعتراف الهند بالتبت كجزء من الصين. قبلت نيودلهي السيطرة الصينية على التبت أصلا في عام 1954 لكن يبدو أن الصين كانت تعتقد أن الاعتراف قد انتهى. أدت اتفاقية عام 2003 إلى تحسين العلاقات بين الصين والهند وافتتح ممر ناتولا في جبال الهيمالايا في 6 يوليو 2006 مما جعله أول حدود مفتوحة بين الهند والصين. فقد كان الممر الذي افتتح أول مرة منذ الحملة على التبت عام 1904 مغلقًا منذ الحرب الصينية الهندية في عام 1962 حتى ذلك الحين.
ضرب زلزال بقوة 6.9 درجات سكيم في 18 سبتمبر 2011 وأدى إلى وفاة ما لا يقل عن 116 شخصًا في الولاية وفي نيبال وبوتان وبنغلاديش والتبت. توفي أكثر من 60 شخصًا في سكيم وحدها وتضرت مدينة غانتوك بقوة.

## الجغرافيا

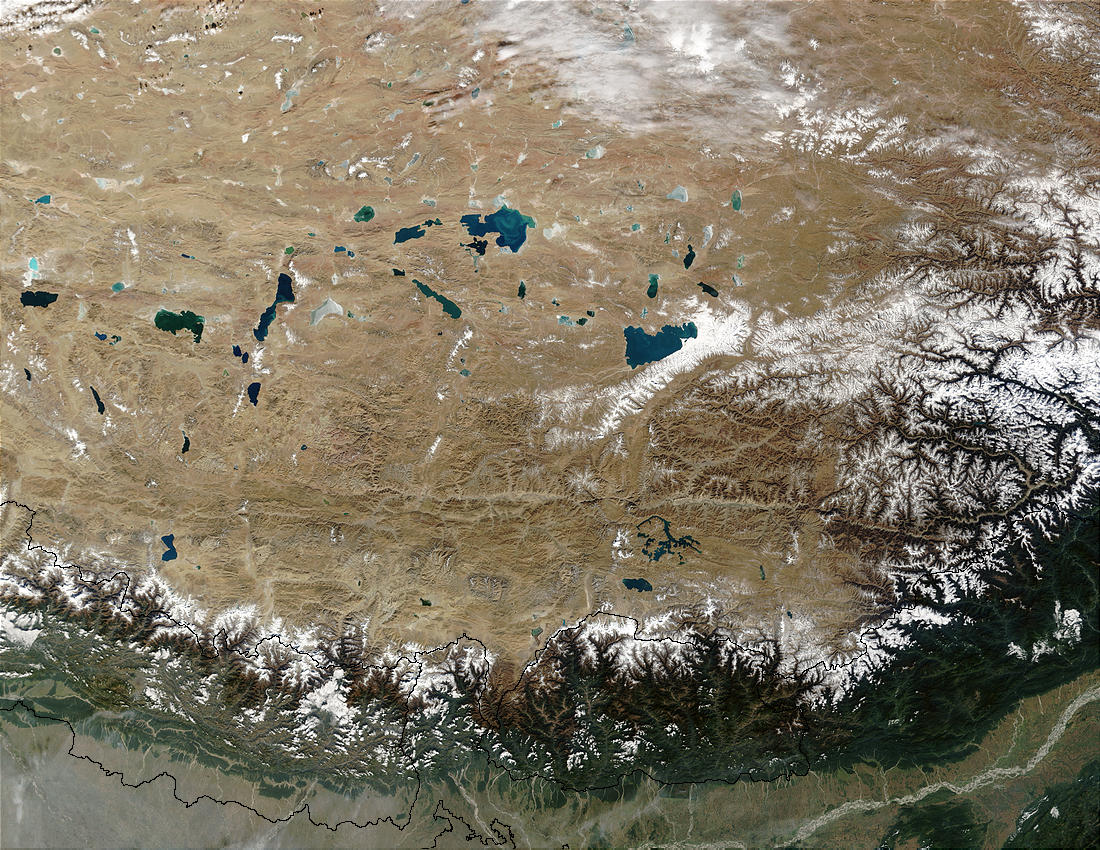
صورة فضضائية لناسا تظهر منطقة الهيمالايا وسكيم الواقع في جنوب شرقها

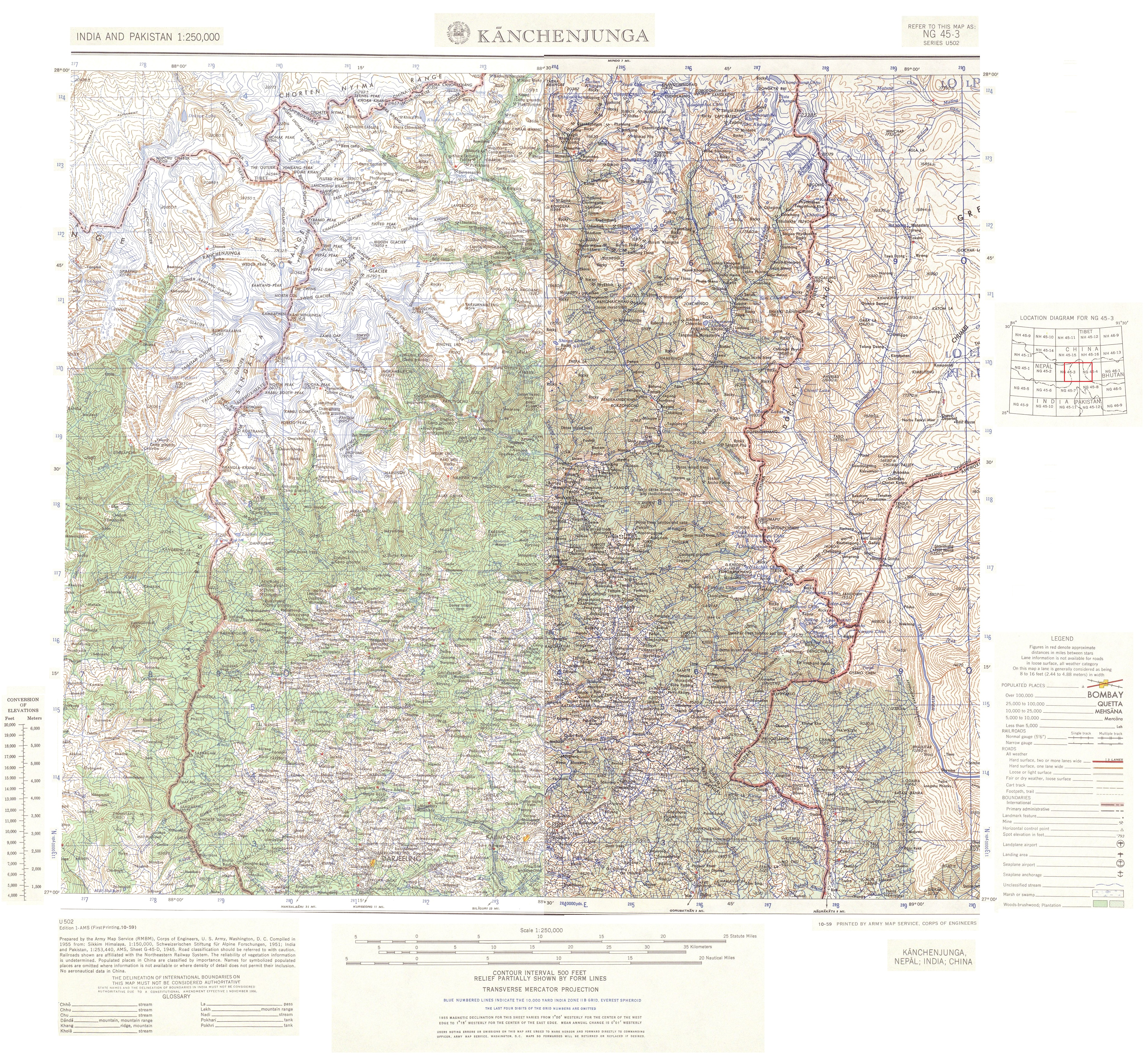
خريطة الجيش الأمريكي المفصلة بمقياس 1:250,000 لعام 1955 لسكيم تُظهر الأنهار الرئيسية والأنهار الجليدية والبحيرات والقمم الجبلية (مع الارتفاعات بالأقدام) والمناجم. يُلاحظ تركز الأنهار الجليدية بشكل أكبر في الجزء الشمالي الغربي من سكيم حول قمة كانغشينجونغا.

تقع ولاية سكيم في جبال الهيمالايا وتتمتع بتضاريس جبلية متنوعة. تتكون الولاية بشكل شبه كامل من جبال وتترواح ارتفاعتها ب 280 مترًا (920 قدمًا) في الجنوب على حدود ولاية البنغال الغربية وحتى 8,586 مترًا (28,169 قدمًا) في القمم الشمالية القريبة من نيبال والتبت. تعد قمة كانغشينجونغا هي أعلى قمة في سكيم وهي ثالث أعلى قمة في العالم ويفع على الحدود مع نيبال. تشق العديد من الجداول التي تغذيها الثلوج الأجزاء الغربية والجنوبية من الولاية وتلتقي هذه الجداول لتشكل نهر تيستا الرئيسي وروافده مثل رانجيت الذي يجري من شمال الولاية إلى جنوبها.
يوجد في الولاية 28 جبل وأكثر من 80 نهر جليدي و227 بحيرة على ارتفاعات شاهقة منها بحيرات تسونغمو وجورودونغمار وخيشوبالري إضافة إلى خمسة ينابيع ساخنة رئيسية وأكثر من 100 نهر وجدول. هناك ثمانية ممرات جبلية تربط سكيم بالتبت وبوتان ونيبال.
تُعرف الينابيع الساخنة في سكيم بخصائصها الطبية والعلاجية ومن أشهرها ينابيع فورتشاتشو ويومثانغ وبورانغ ورالانغ وتارام-تشو ويومي سامدونغ. تقع هذه الينابيع التي تحتوي على نسبة عالية من الكبريت بجوار الأنهار، ويُعرف عن بعضها أنها تنبعث منها غازات مثل الهيدروجين. متوسط درجة حرارة المياه في هذه الينابيع الساخنة هو 50 °م (122 °ف).

### الجيولوجيا
تتألف تلال سكيم بشكل رئيسي من النايس والشست، مما يؤدي إلى تكوين تربة طينية بنية فقيرة وسطحية عمومًا. هذه التربة خشنة وتحتوي على تركيزات عالية من أكسيد الحديد. تتراوح درجة حموضتها من المحايدة إلى الحمضية وتفتقر إلى العناصر الغذائية العضوية والمعدنية وهي مناسبة لغابات الدائمة الخضرة والمتساقطة الأوراق.
الصخور المكونة من الفيليت والشست حساسة للغاية للعوامل الجوية والتعرية. لذا تسبب الأمطار الغزيرة في الولاية إلى تآكل التربة بشكل كبير وفقدان المغذيات من خلال التسرب. وبالتالي تحدث الانهيارات الأرضية بشكل متكرر، وتؤدي غالبًا إلى عزل المدن والقرى الريفية عن المراكز الحضرية الكبرى.

### المناخ
سكيم تعد من الولايات الهندية النادرة التي تشهد تساقطاً منتظماً للثلوج. يترواح خط الثلج من 6,100 متر (20,000 قدم) في الجنوب إلى 4,900 متر (16,100 قدم) في الشمال. تغطي الثلوج المناطق التندرية في الشمال لأربعة أشهر في السنة وتهبط درجات الحرارة إلى ما دون الصفر المئوي (32 فهرنهايت) في معظم الليالي. تتجمد قمم جبال شمال غرب سكيم طوال العام. قد تصل درجات الحرارة في الجبال إلى -40 درجة مئوية (-40 فهرنهايت) خلال الشتاء بسبب الارتفاع الشاهق.
تزداد خطورة الانهيارات الأرضية بسبب الأمطار الغزيرة في موسم الرياح الموسمية. وقد سجلت سكيم رقماً قياسياً لأطول مدة من الأمطار المتواصلة والتي استمرت لمدة 11 يوماً. كما يؤثر الضباب على العديد من مناطق الولاية خلال فصل الشتاء وموسم الرياح مما يجعل السفر خطراً.

### الحياة البرية

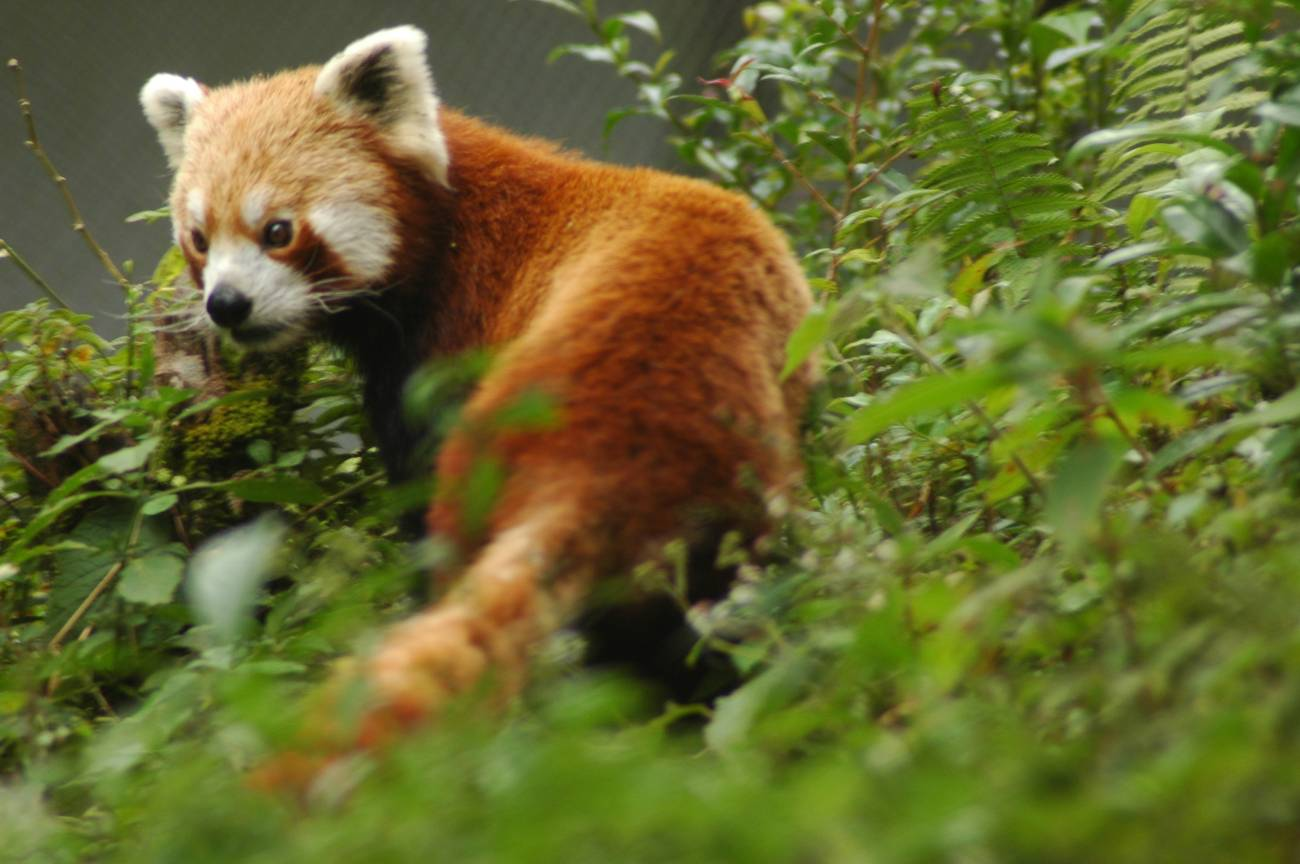
الباندا الأحمر جيوان الولاية

تقع سكيم في إحدى بؤر التنوع الحيوي بجبال الهيمالايا السفلى وهي من بين ثلاث مناطق مخصصة بذلك فقط في الهند. تتميز غابات الولاية بتنوعها الفريد من النباتات. تضم سكيم تشكيلة واسعة من النباتات من الأنواع الاستوائية إلى المعتدلة ومن جبال الألب إلى التندرة بسبب التباين في الارتفاعات وهي واحدة من المناطق النادرة التي تعرض هذا التنوع في مساحة صغيرة. يدير قسم إدارة الغابات حوالي 81% من مساحة سكيم.
تحتضن سكيم حوالي 5000 نوع من النباتات المزهرة و515 نوعًا من السحلبية و60 نوعًا من زهرة الربيع و36 نوعًا من شجر الورد و11 نوعًا من السنديان و23 نوعًا من الخيزران و16 نوعًا من المخروطيات و362 نوعًا من السرخس وبنت القنصل و8 أنواع من السراخس الشجرية وأكثر من 900 نوع من النباتات الطبية.
تنمو بساتين الفاكهة والتين والغار والموز والشورية والخيزران في غابات الهيمالايا شبه الاستوائية عريضة الأوراق. تنمو غابات عريضة الأوراق في الهيمالايا الشرقية على ارتفاعات تفوق 1500 متر (4900 قدم) من أشجار البلوط والكستناء والقيقب والقضبان والنغت والمغنولية بكثرة وغابات الصنوبر شبه الاستوائية التي يغلب عليها الصنوبر. نمو النباتات الجبلية عادة بين 3,500 و5,000 متر (11,500 إلى 16,400 قدم). توجد أشجار العرعر والصنوبر والتنوب والسرو وشجر الورد في المناطق المنخفضة. توجد شجيرات ومروج جبال الألب والأراضي الرطبة على ارتفاعات شاهقة وهي منطقة تنوع شجر الورد والزهور البرية.
تضم سكيم مجموعة متنوعة من الحياة البرية مثل نمر الثلوج وأيل مسكي وطهر الهملايا وred panda ومرموط هملايا وسيرو الهملايا وغورال الهملايا ومنتجق وقرد الهند المقدس ودب أسود آسيوي ونمر ملطخ وسنور معرق وقط نمري ودول وذئب الهملايا وزبادة سوداء وتفة. يوجد في سكيم أكثر من 550 نوعًا من الطيور بعضها مهدد بالانقراض. تشمل الطيور في سكيم حنقط بهي وcrimson horned pheasant وحجل ثلجي وTibetan snowcock ونسر أبو ذقن ,نسر أسمر وعقاب ذهبية وسمان وزقزاقاوات وديوك الغابة ودجاج الأرض وحمامية وخاطفات الذباب وثرثار العالم القديم.
تحتوي سكيم أيضًا على تنوع غني من المفصليات الكثير لم تدرس بعد، من الأنواع التي درست جيدًا هي مفصليات الأرجل وخاصة الفراشات. يوجد في سكيم 695 نوع من الفرشات من بين حوالي 1438 نوع موجود في شبه القارة الهندية مثل Kaiser-i-hind وYellow Gorgon وBhutan Glory.

## السكان
سكيم هي أقل ولايات الهند من حيث عدد السكان إذ يبلغ عدد سكانها 610,577 نسمة حسب تعداد عام 2011 منهم 321,661 ذكرًا و286,027 أنثى. كما أنها من الأقل كثافة سكانية بمعدل 86 شخصًا لكل كيلومتر مربع. لكن معدل النمو السكاني بها مرتفع فبلغ 12.36٪ بين عامي 2001 و2011. وتبلغ نسبة الجنس 889 أنثى لكل 1000 ذكر. وتعتبر العاصمة غانتوك التي يبلغ عدد سكانها حوالي 98,000 نسمة أهم منطقة حضرية في الولاية ريفية الطابع. بلغت نسبة الحضر في سكيم حوالي 11.06٪ من السكان في عام 2005. بلغ متوسط دخل الفرد في سكيم 81,159 روبية هندية (1,305 دولار أمريكي) في عام 2011.

### اللغات
لغات سيكيم (تعداد 2011)
اللغات الرسمية للولاية هي النيبالية والبوتياية والليبتشا والإنجليزية، واللغات الرسمية الإضافية هي الجورونجية والليمبو والماغار والموخيا والنيوارية والراي والشيربا والتامانج وقد اعتبرت لغة رسمية بهدف الحفاظ عليها. من اللغات الأخرى المستخدمة الدزونكا والغروما والهندية والماجهي والماغوار والثولونغ والتبتية والياخا. النيبالية هي اللغة الأكثر انتشارًا في سكيم فحين يتحدث بالتحدث بالسكيمية (البوتيا) والليبتشا في مناطق معينة بها. تُستخدم اللغة الإنجليزية وتُفهم في معظم أنحاء سكيم.

### الأعراق
أغلبية سكان سكيم هم من النيباليين الهنود، ومن سكانها الولاية الأصليون البوتيا الذين هاجروا من منطقة خام في التبت في القرن الرابع عشر، واللبشا الذين يُعتقد أنهم أقدم من سكن الولاية. ويقيم التبتيون بالأساس في شمال وشرق الولاية. يسكن السهول مجموعات عرقية مثل البنغاليين والبيهاريين والمارواري وقد هاجروا إلى المنطقة في عام 1946.

### الدين
أديان سيكيم (2011)
يذكر في تعداد عام 2011 أن 57.8٪ من السكان هنودس وهي ديانة الأغلبية بالولاية، يتبع الديانة البوذية 27.4٪ من السكان تليها المسيحية في 9.9٪. كانت المسيحية الديانة الأسرع نموًا في الولاية بين عامي 2001 و2011 فارتفعت من 6.67٪ إلى 9.91٪ من السكان. وكانت سكيم هي الولاية الرابعة من حيث نمو المسيحية في تلك الفترة بعد أروناجل برديش ومانيبور وميغالايا. كان أغلب مسيحي الولاية في عام 2014 من الكنيسة الإنجيلية المشيخية. انخفضت نسبة الهندوس من 60.93٪ إلى 57.76٪ من السكان خلال نفس الفترة. وهي رابع ولاية من حيث انخفاض نسبة الهندوس بعد أروناجل برديش ومانيبور وآسام.
تمثل بوذية فاجرايانا 27.3٪ من السكان وهي ثاني أكبر ديانة في سكيم والأكثر بروزًا. فقبل أن تصبح سكيم هندية كانت بوذية فاجرايانا هي ديانة الدولة ويرأس الطائفة التشوجيال ملك سكيم. يوجد في سكيم 75 ديرًا بوذيًا أقدمها في عام 1700. الأقليات الدينية الأخرى المسلمين البيهارين والجاينيين وكل منهم يمثلون حوالي 1٪ من السكان. يتبع شعب الليبشا ديانة مون التقليدية وهي ديانة وثنية توفيقية بين البوذية والمسيحية.
لم تشهد الولاية أي درجة كبيرة من العنف الديني الطائفي على تصاعد التوترات بين الليبشا والنيباليين وقت انضمام سكيم إلى الهند في السبعينيات على عكس الولايات الهندية الأخرى.
| الديانة     | تعداد 1991 | تعداد 2001 | تعداد 2011 |
| ----------- | ---------- | ---------- | ---------- |
| الهنوسية    | 68.36%     | 60.93%     | 57.76%     |
| البوذية     | 27.15%     | 28.11%     | 27.39%     |
| المسيحية    | 3.29%      | 6.67%      | 9.91%      |
| الإسلام     | 0.94%      | 1.42%      | 1.62%      |
| السيخية     | 0.09%      | 0.21%      | 0.31%      |
| الجاينية    | 0.001%     | 0.03%      | 0.05%      |
| ديانات أخرى | 0.04%      | 2.38%      | 2.67%      |
| بدون دين    | –          | –          | 0.3%       |

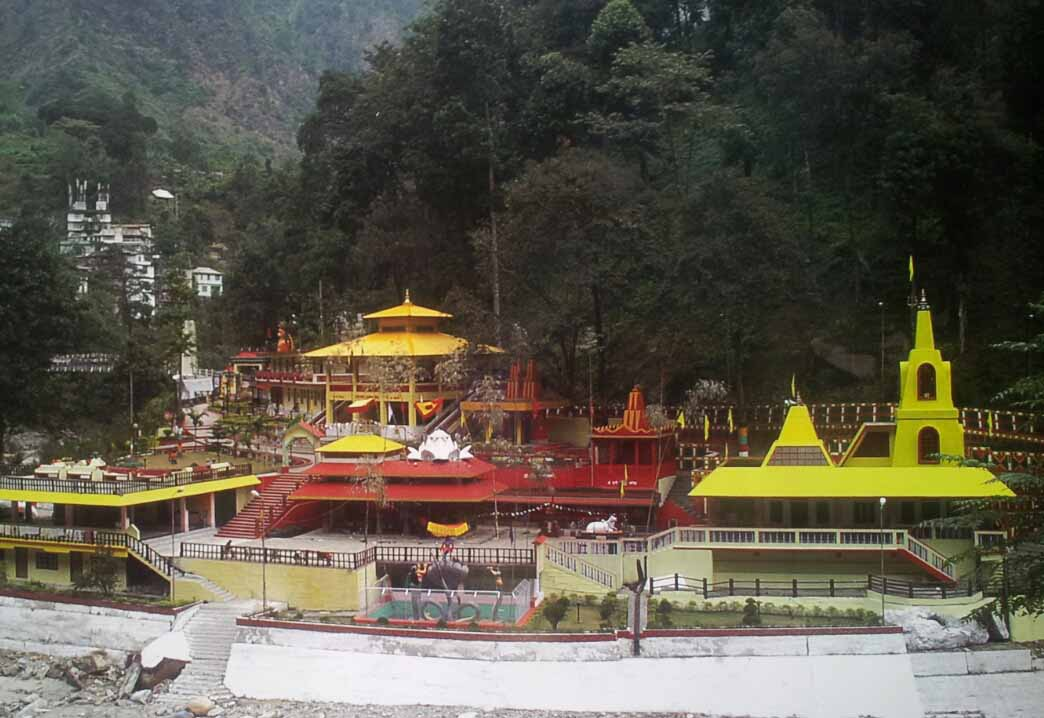
معبد كيراتيشوار ماهاديف في ليجشيب للإله الهندوسي شيفا.
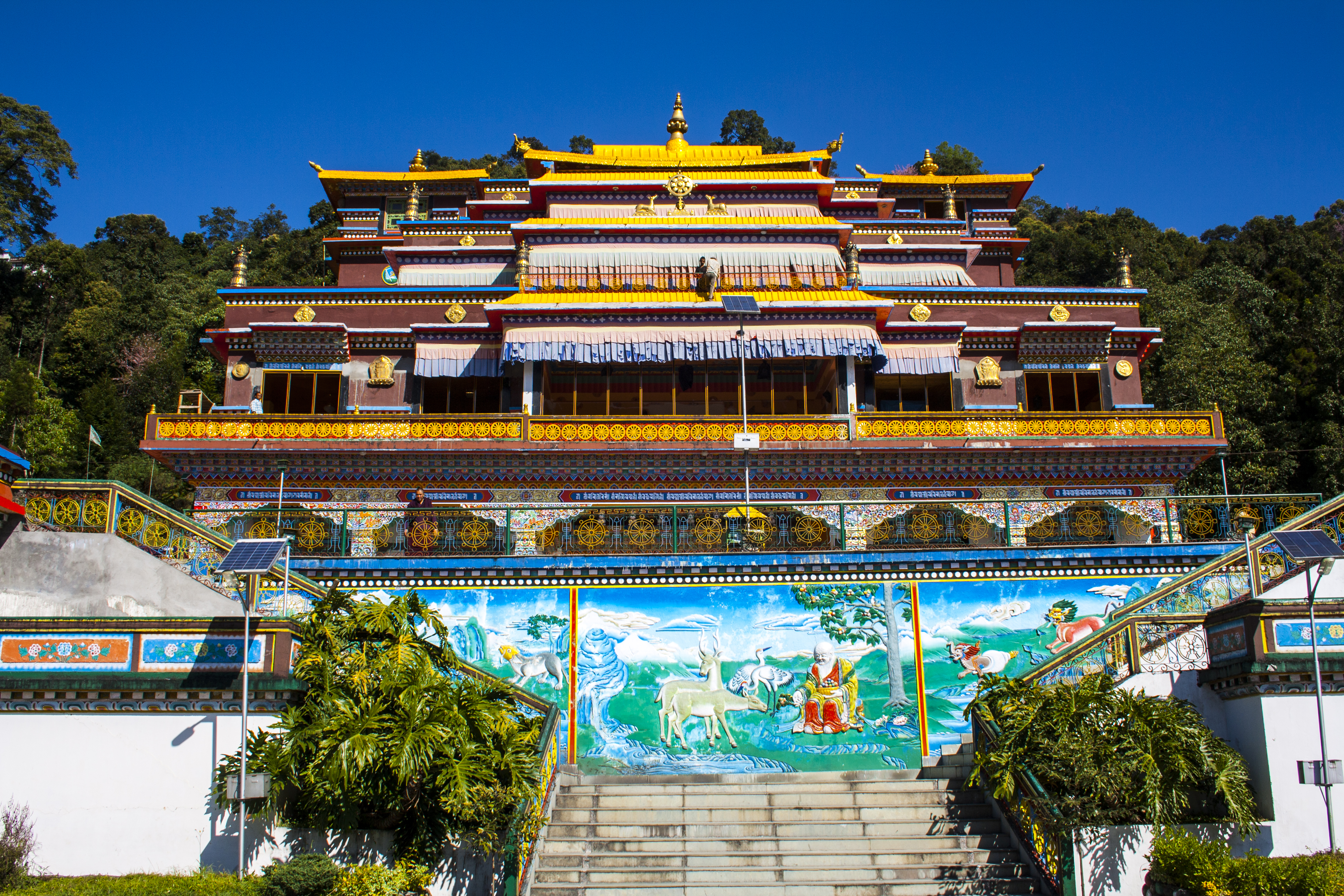
دير رومتيك
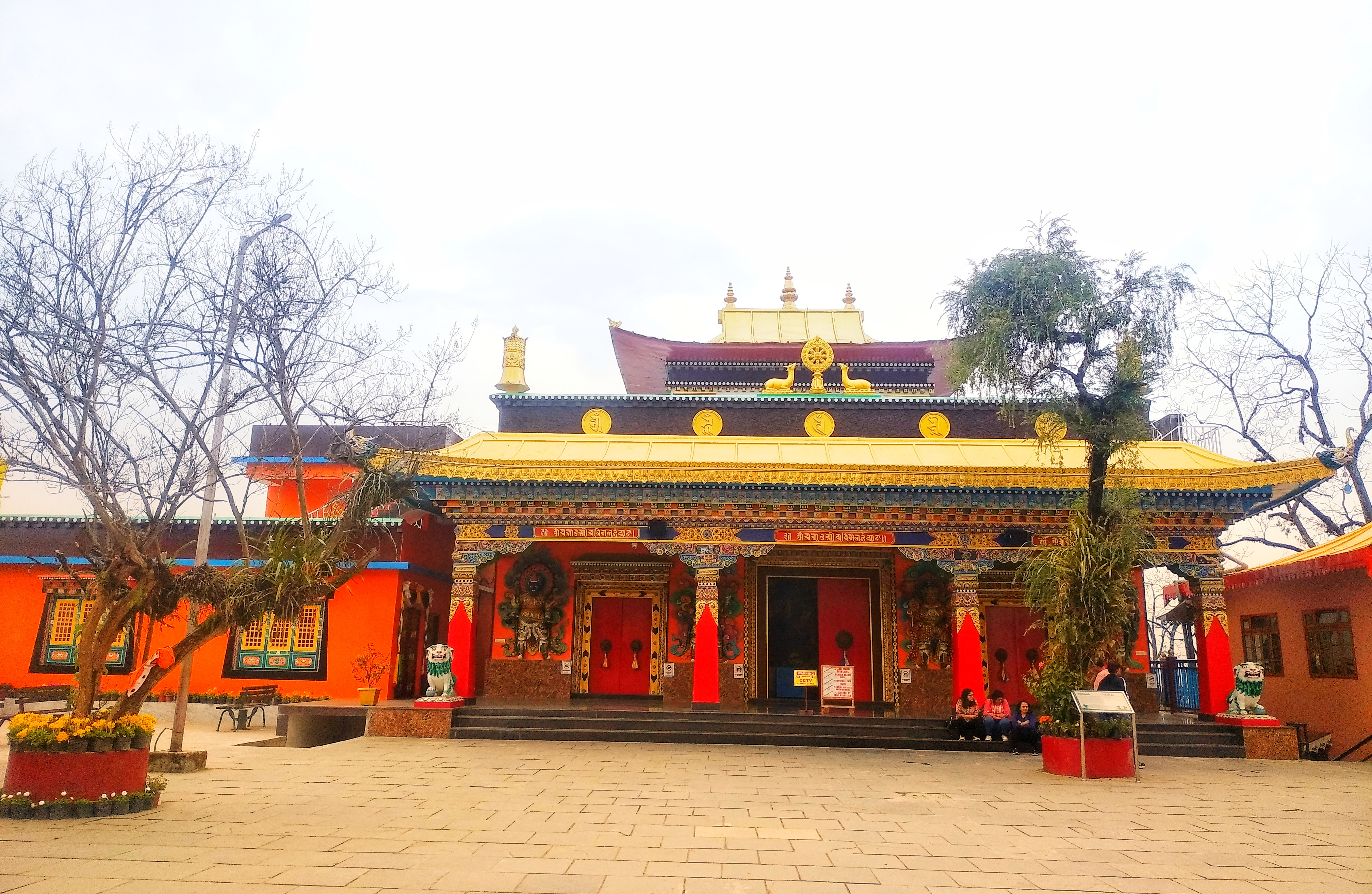
دير إنشي
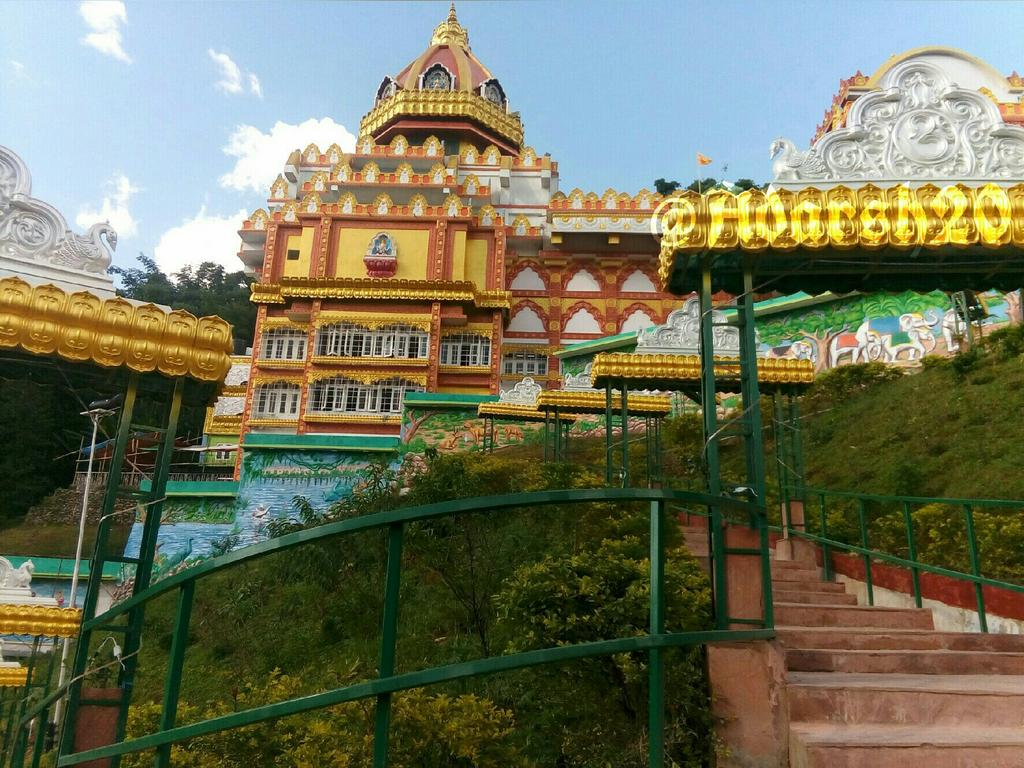
معبد فيشوا فيناياك في رينوك

## السياسة والحكم

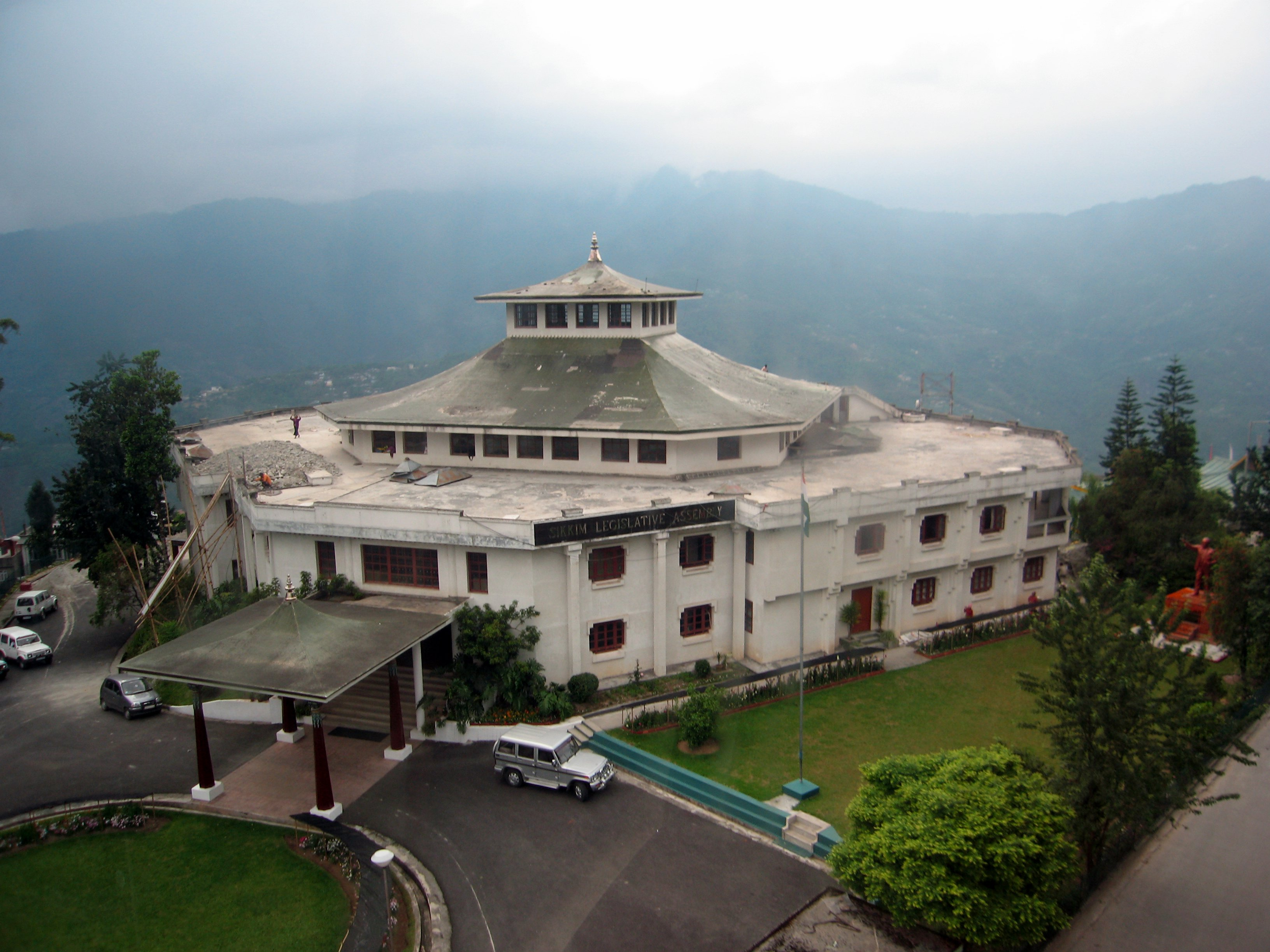
جمعية سكيم التشريعية

تحكم سكيم ينظام برلماني ديمقراطي تمثيلي. يُمنح الاقتراع العام لسكان الولاية، وينقسم الهيكل الحكومي إلى ثلاثة فروع:
- السلطة التنفيذية: يترأس الحاكم السلطة التنفيذية للولاية ويعينه رئيس الهند. يُعتبر منصب الحاكم شرفي بشكل كبير، ويتمثل دوره الأساسي في الإشراف على أداء اليمين الدستورية لرئيس الوزراء. رئيس الوزراء ذو السلطات الفعلية هو رئيس الحزب أو الائتلاف الحاصل على الأغلبية في انتخابات الولاية. يعين الحاكم أيضًا وزراء الحكومة بناءً على توصية رئيس الوزراء.
- الهيئة التشريعية: تمتلك سكيم برلمان وحيد الغرفة وهي الجمعية التشريعية لسكيم مثل معظم الولايات الهندية الأخرى. تتألف الجمعية من 32 مقعدًا منها مقعد مخصص للسانغا. يمثل سكيم مقعد واحد في كل من مجلسي الهيئة التشريعية الوطنية لوك سابها وراجيا سابها.
- السلطة القضائية: تتألف السلطة القضائية من محكمة سكيم العليا ونظام المحاكم الأدنى. تقع المحكمة العليا في غانتوك وتضم رئيس قضاة وقاضيين دائمين. تُعد محكمة سكيم العليا أصغر محكمة عليا في الولاية.[91]

حصل المؤتمر الوطني الهندي على الأغلبية في انتخابات 1977 بعد إلغاء النظام الملكي وانضمام الولاية إلى الهند. تولى نار بهادور بهانداري، زعيم حزب سكيم سانغرام باريشاد، منصب رئاسة الوزراء في عام 1979 بعد فترة من عدم الاستقرار. استمر بهانداري في السلطة بعد فوز حزبه في انتخابات 1984 و1989. ثم أصبح باوان كومار شاملينج من جبهة سكيم الديمقراطية رئيسًا للوزراء في انتخابات 1994، واستمر في المنصب بعد فوز حزبه في انتخابات 1999 و2004 و2009 و2014. فاز حزب سكيم كرانتيكاري مورشا في انتخابات الجمعية التشريعية لعام 2019 وأصبح بريم سينغ تامانغ رئيسًا للوزراء منذ ذلك الحين. الحاكم الحالي لسكيم هو لاكشمان أشاريا.
تُعتبر سكيم من أكثر ولايات الهند وعيًا بالبيئة، فحظرت استخدام زجاجات المياه البلاستيكية ومنتجات بولي ستايرين في جميع الوظائف والاجتماعات الحكومية.

### التقسيمات الإداري
تضم سكيم ست مناطق هي: غانتوك ومانجان ونامتشي وباكيونغ وجيزينغ وسورينج، عواصم هذه المقاطعات هي نفس الاسم. تنقسم هذه المقاطعات إلى 16 تقسيمًا فرعيًا؛ هي باكيونغ ورونغلي ورانغبو وغانغتوك تابعة لمقاطعتي جانجتوك وباكيونغ. وسورينج وبوكسوم وغيالشينغ ودينتام تابعة لمنطقتي غيزينغ وسورينغ. وتشونغتشانغ ودزونغو وكابي ومانغان التابعة لمنطقة مانغان. ورافونغلا وجوريثانغ ونامتشي ويانغيانغ التابعة لمنطقة نامتشي.
يتولى جامع المقاطعة التي عينته حكومة الولاية الإشراف على كل منطقة في سكيم وهو مسؤول عن إدارة الشؤون المدنية. يحتل الجيش الهندي جزءًا كبيرًا من الولاية نظرًا لأن سكيم تقع في منطقة حدودية حساسة مع الصين. تُفرض قيود على دخول الأجانب للعديد من المناطق ويُطلب الحصول على تصاريح رسمية لزيارتها.

## الاقتصاد
بلغ الناتج المحلي الإجمالي الاسمي لولاية سكيم 4.6 مليار دولار أمريكي في عام 2019 ووصل نصيب الفرد منه إلى 7,530 دولار أمريكي (5,50,000 روبية هندية) وهو ثالث أصغر ناتج محلي إجمالي بين الولايات الهندية. يعتمد اقتصاد الولاية بشكل كبير على زراعة الأرز والمحاصيل مثل الذرة والدخن والقمح والشعيرومالبرتقال والشاي والهيل. تعد سكيم أكبر منتج للهيل في الهند. نجحت سكيم في تحويل مزارعها إلى الزراعة العضوية بالكامل بين عامي 2003 و2016 لتصبح بذلك أول ولاية هندية تحقق هذا الإنجاز.
تفتقر سكيم إلى قاعدة صناعية كبيرة بسبب التضاريس الجبلية والبنية التحتية المتواضعة. الصناعات الرئيسية بها هي الخمور والدباغة وصناعة الساعات وتتركز بشكل أساسي في الجنوب خاصة في مدينتي ميلي وجوريثانج. كما توجد صناعة تعدين صغيرة تستخرج معادن مثل النحاس والدولوميت والطلق وغرافيت وكوارتزيت وفحم حجري وزنك ورصاص. على أن بنيتها التحتية الصناعية محدودة شهد اقتصاد سكيم واحدًا من أسرع معدلات النمو في الهند منذ عام 2000 فنما الناتج المحلي الإجمالي للولاية بنسبة 89.93٪ في عام 2010 فقط.
عملت حكومة سكيم على ترويج السياحة بها بشكل كبير في السنوات الأخيرة. ونتيجة لذلك ارتفعت إيرادات الدولة أربعة عشر ضعفاً منذ منتصف التسعينات. استثمرت سكيم أيضًا في المقامرة وتروج للكازينوهات والمقامرة عبر الإنترنت. افتتح أول كازينو في الولاية في مارس 2009، منحت الحكومة ثلاث تراخيص للمقامرة شملت الكازينوهات والمراهنات الرياضية عبر الإنترنت في عام 2010.

افتتاح ممر ناتولا في 6 يوليو 2006 الذي يربط لاسا في التبت بالهند قد وُصف بأنه ميزة كبيرة لاقتصاد سكيم. لكن التجارة عبر الممر محدودة بسبب البنية التحتية المحدودة في سكيم والقيود الحكومية في كلا البلدين، إلا أن حجم التجارة في تزايد مستمر.

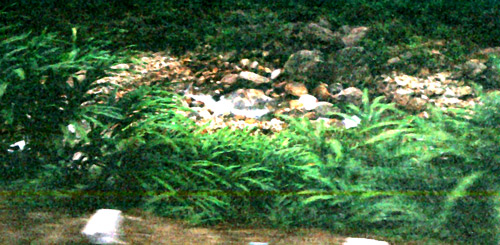
الهيل هو المحصول النقدي الأساسي بسكيم.
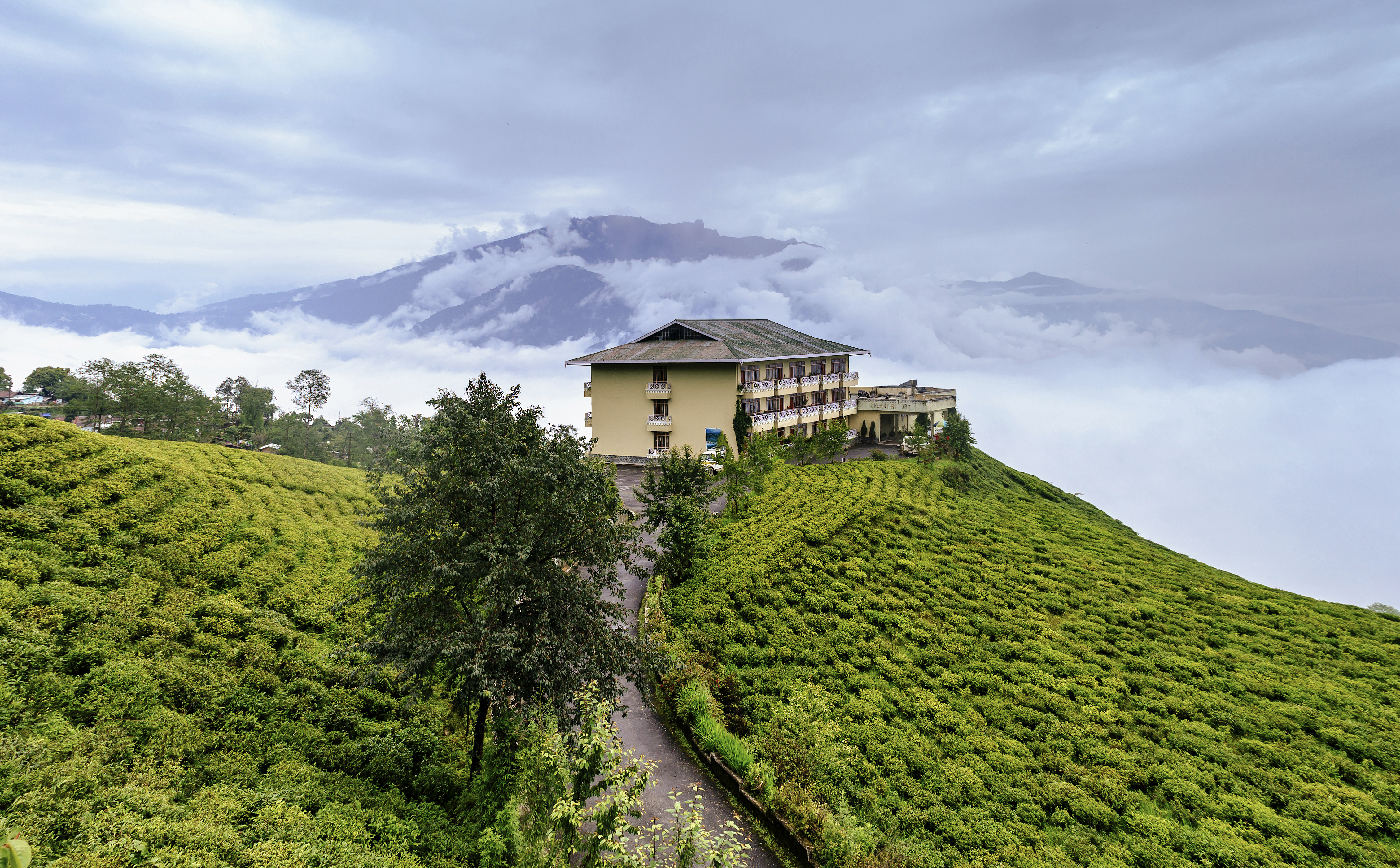
مزرعة شاي في تيمي، سكيم.
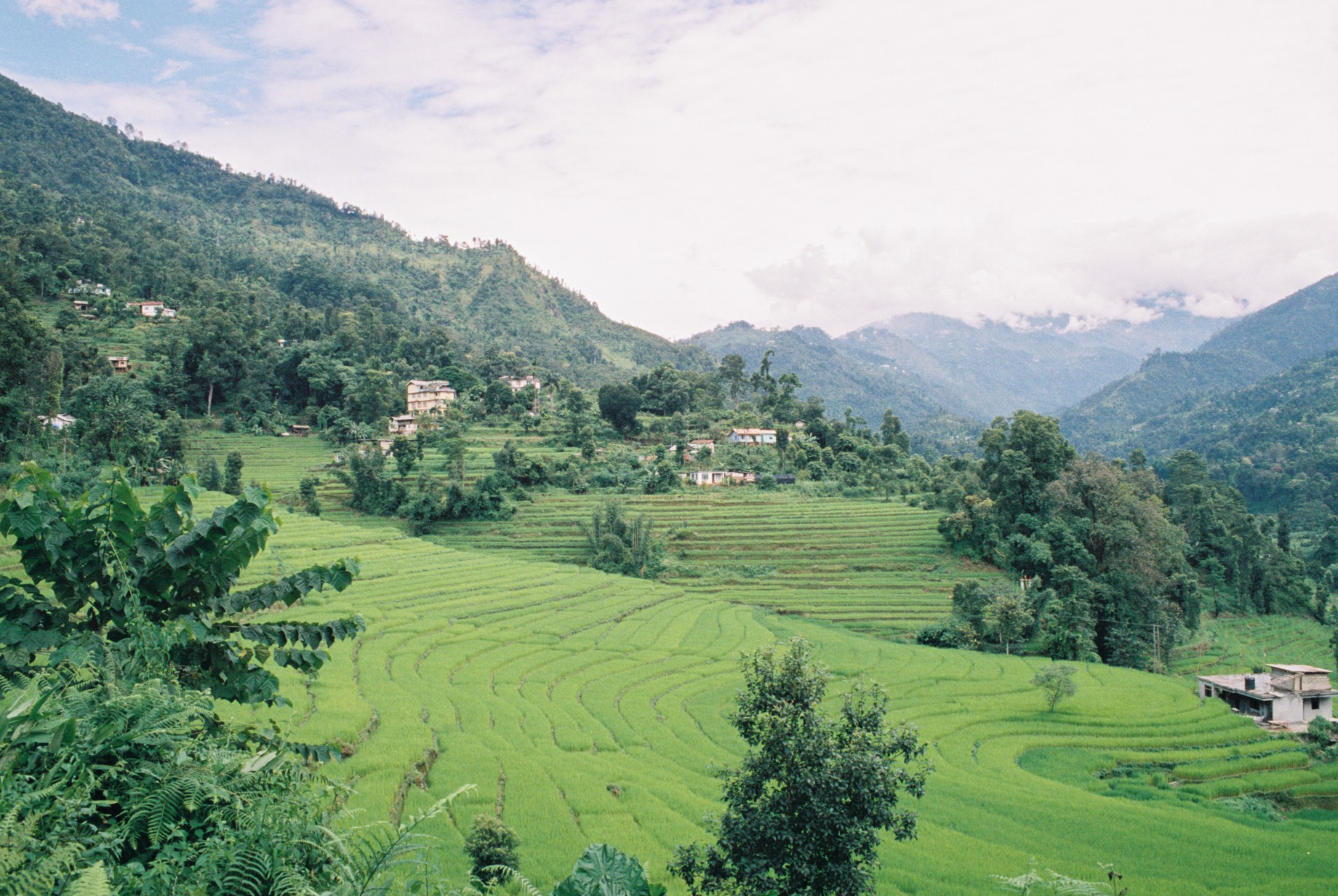
حقول أرز بسكيم

## التعليم
بلغ معدل معرفة القراءة والكتابة في سكيم 82.2%: 87.29% للذكور و76.43% للإناث في عام 2011. هناك ما مجموعه 1,157 مدرسة في الولاية منها 765 مدرسة تديرها حكومة الولاية وسبع مدارس حكومية مركزية و385 مدرسة خاصة. هناك معهد واحد وطني وجامعة مركزية واحدة وأربع جامعات خاصة.
وافقت حكومة سكيم على إنشاء مجلس التعليم المفتوح وتعليم المهارات، لتقديم التعليم الثانوي والعالي بالإضافة إلى التعليم المهني والمهاري حتى مستوى ما قبل الجامعة وذلك لتمكين الطلاب الذين فاتتهم فرصة التعليم المدرسي من مواصلة تعليمهم. يوجد معهد وطني للتكنولوجيا من حرم جامعي مؤقت في رافانجلا، جنوب سكيم، وهو واحد من عشرة معاهد وافقت عليها حكومة الهند ضمن الخطة الخمسية الحادية عشرة لعام 2009. جامعة سكيم هي الجامعة المركزية الوحيدة في الولاية. وهناك أيضًا جامعة سكيم مانيبال للعلوم التكنولوجية وهي مؤسسة تعليمية ممولة من القطاعين العام والخاص، تقدم التعليم العالي في مجالات الهندسة والطب والإدارة وتدير مجموعة من برامج التعليم عن بُعد في مجالات متنوعة.
بدأت جامعة سكيم العمل في عام 2008 في يانغانغ التي تقع على بعد حوالي 28 كيلومترا (17 ميل) من سينغتام. وتوجد جامعة ميدهافي للمهارات وهي مؤسسة تعليمية خاصة تأسست في عام 2021 وفقًا لتعديل قانون الجامعات الخاصة في سكيم لعام 2021. تسعى الجامعة لتقديم تعليم يركز على المهارات لطلابها وملء الفجوة بين القطاعات الأكاديمية والصناعية.

## النقل

### الطيران

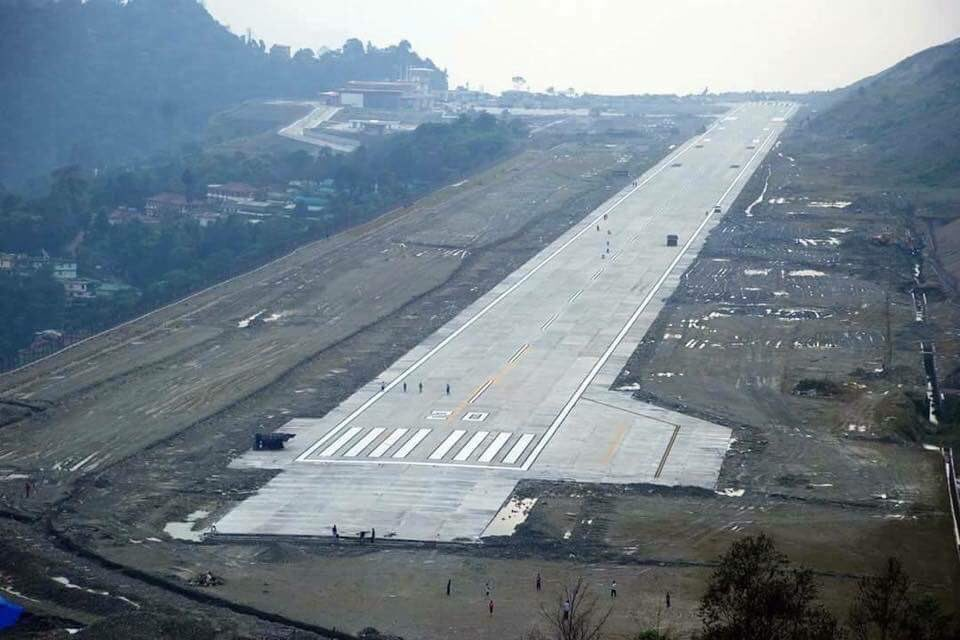
مدرج مطار باكيونغ وهو أجدد مطار يبنى شمال شرق الهند.

لم تمتلك سكيم مطارًا عاملًا لفترة طويلة بسبب تضاريسها الصعبة. حتى افتتح مطار باكيونغ في أكتوبر 2018، وهو أول مطار في الولاية ويقع في باكيونغ على بعد 30 كيلومترًا (19 ميلاً) من غانتوك بعد تأخير دام أربع سنوات. أنشئت هيئة المطارات الهندية على مساحة 200 فدان من الأرض. يقع على ارتفاع 4,700 قدم (1,400 متر) فوق مستوى سطح البحر وهو أعلى خمسة مطارات في الهند. المطار مجهز لاستقبال طائرات إيه تي آر.
كان مطار باجدوجرا الأقرب لسكيم قبل افتتاح مطار باكيونغ في أكتوبر 2018 ويقع المطار بالقرب من سيليجوري في شمال البنغال الغربية ويبعد حوالي 124 كيلومترًا (77 ميلاً) عن غانتوك. كما توجد خدمة يومية لطائرات الهليكوبتر تديرها خدمة طائرات الهليكوبتر في سكيم تربط غانتوك بباغدوجرا تستغرق الرحلة ثلاثين دقيقة وتعمل مرة واحدة في اليوم وتتسع لأربعة ركاب. مهبط طائرات غانتوك هو المهبط المدني الوحيد لطائرات الهليكوبتر في الولاية.

### الطرق

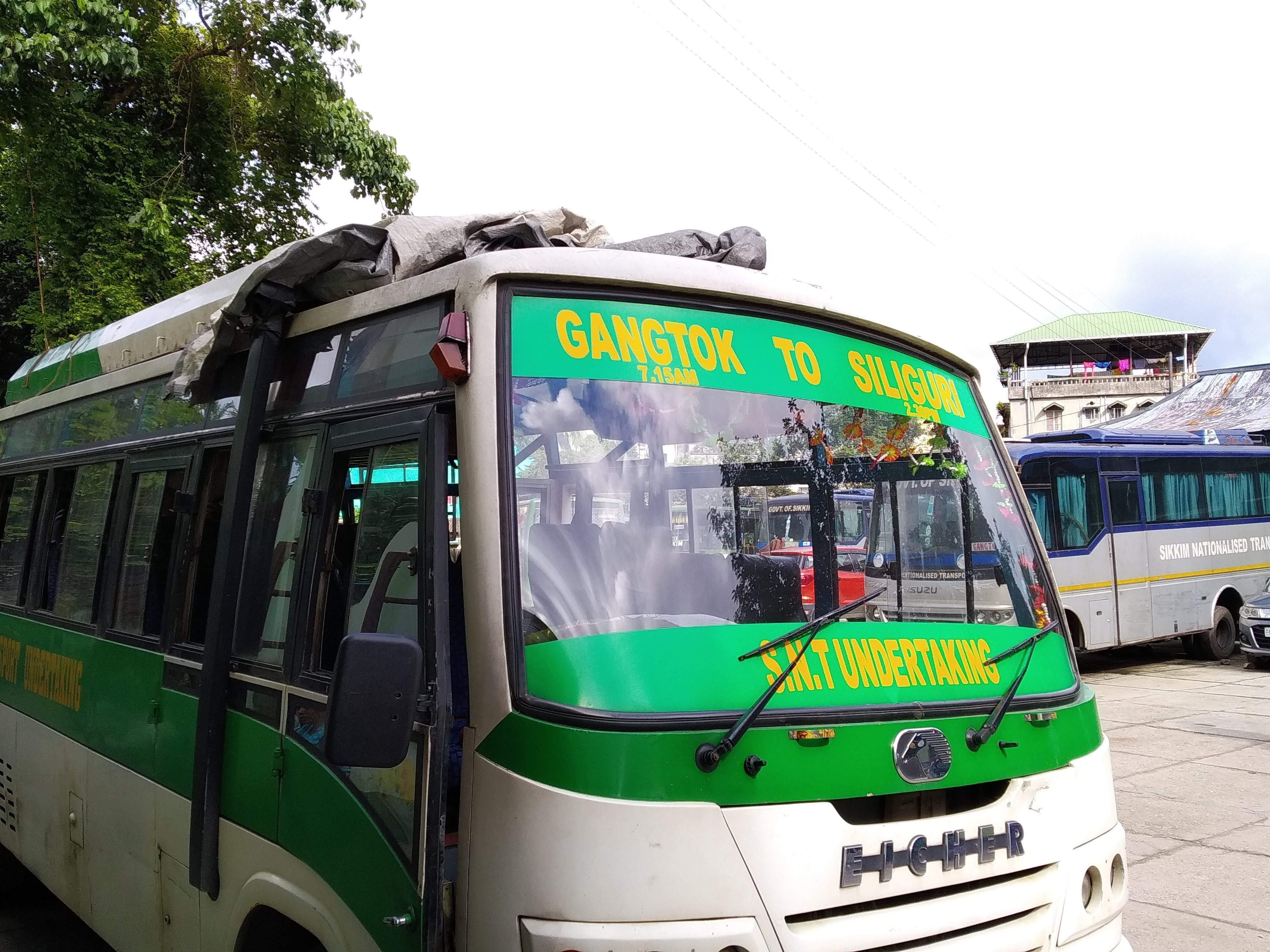
باص من غانتوك إلى سيليجري

يربط الطريق السريع الوطني 10 (NH 10، سابقًا NH 31A) بين سيليجري وغانتوك. تدير شركة سكيم للنقل العام خدمات الحافلات والشاحنات وتعمل خدمات الحافلات وسيارات الأجرة السياحية وسيارات الجيب الخاصة في جميع أنحاء سكيم وتربطها بسيليجوري أيضًا. يربط فرع من الطريق السريع من ميلي غرب سكيم وترتبط المدن في شرق وجنوب وغرب سكيم بمحطات التلال في كاليمبونج ودارجلينغ في شمال البنغال الغربية.

### السكك الحديد
تعاني سكيم من نقص في البنية التحتية الكبيرة للسكك الحديدية فتقع أقرب المحطات الرئيسية في جالبايغوري ونيو جالبايجوري بولاية البنغال الغربية المجاورة. لكن دشن مشروع سكة حديد سكيم الجديد لربط بلدة رانجبو في سكيم بسيفوك على حدود البنغال الغربية. يهدف هذا الخط المكون من خمس محطات إلى دعم التنمية الاقتصادية والعمليات العسكرية للجيش الهندي، وكان من المفترض أن يكتمل في الأصل بحلول عام 2015 لكنه تأخر حتى عام 2023. كان من المتوقع في عام 2019 أن يكتمل الخط حتى Rangpo بحلول عام 2021. ومن المخطط في المرحلة الثانية تمديد الخط ليصل إلى غانتوك. اقترحت وزارة السكك الحديدية في عام 2010 خططًا لخطوط سكك حديدية تربط ميريك في ولاية البنغال الغربية بنامشي ودارامدين ورانيبول وغانتوك.

## الثقافة
لموسيقى الروك الغربية والبوب الهندي متابعة كبيرة في سكيم كما تحظى موسيقى الروك النيبالية والموسيقى التقلدية بشعبية. الرياضات الأكثر شيوعًا في سكيم هي كرة القدم والكريكيت بالإضافة إلى الطيران الشراعي النهري.

### المهرجانات

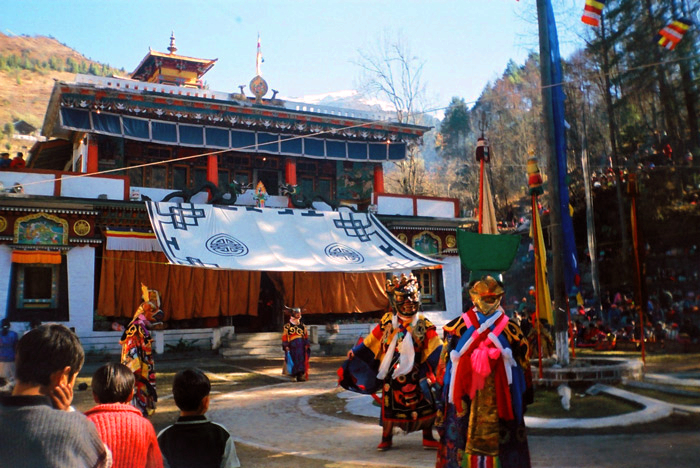
رقصة غومبا التقليدية في لاتشونغ وقت مهرجان لوسار البوذي.

تحتفل الأغلبية الجورخالية في سكيم بكافة المهرجانات الهندوسية الكبرى مثل تيهار وداشاين، ويحتفل السكان بالمهرجانات المحلية التقليدية مثل سانكرانتي ماغي وراما نافامي وجانماستامي وهولي وشيفاراتري ونافراتري وساكيلا وتشاسوك تانجنام وبيمسن بوجا. ويحتفل أيضا بالمهرجانات البوذية مثل لوسار وساغا داوا ولهاباب دويشن ودروبكا تيشي وبومشو. أهمها لوسار رأس السنة الجديدة التبتية والذي تُغلق معظم المكاتب والمؤسسات التعليمية لمدة أسبوع.
يحتفل مسلمو سكيم بعيد الفطر والأضحى. وُيروج للسياح بزيارة غانتوك وقت عيد الميلاد.

### المطبخ
تشتهر أطباق النودلز مثل الثوكبا وتشاو مين وثينثوك وفاكثو وجياثوك وفطيرة اللحم بين سكان سكيم. من أشهر الوجبات الخفيفة المومو وهي زلابية مطهوة على البخار محشوة بالخضروات والدجاج ولحم الضأن والبقر أو الخنزير وتُقدم مع الحساء.
تُستهلك الجعة والويسكي والروم والبراندي بكثرة في سكيم، بالإضافة إلى تونغبا وهو مشروب كحولي يُصنع من الدخن ويشتهر في نيبال ودارجيلنغ. وهي في المرتبة الثالث من حيث شرب الكحول بين الولايات الهندية بعد البنجاب وهاريانا.

## الإعلام

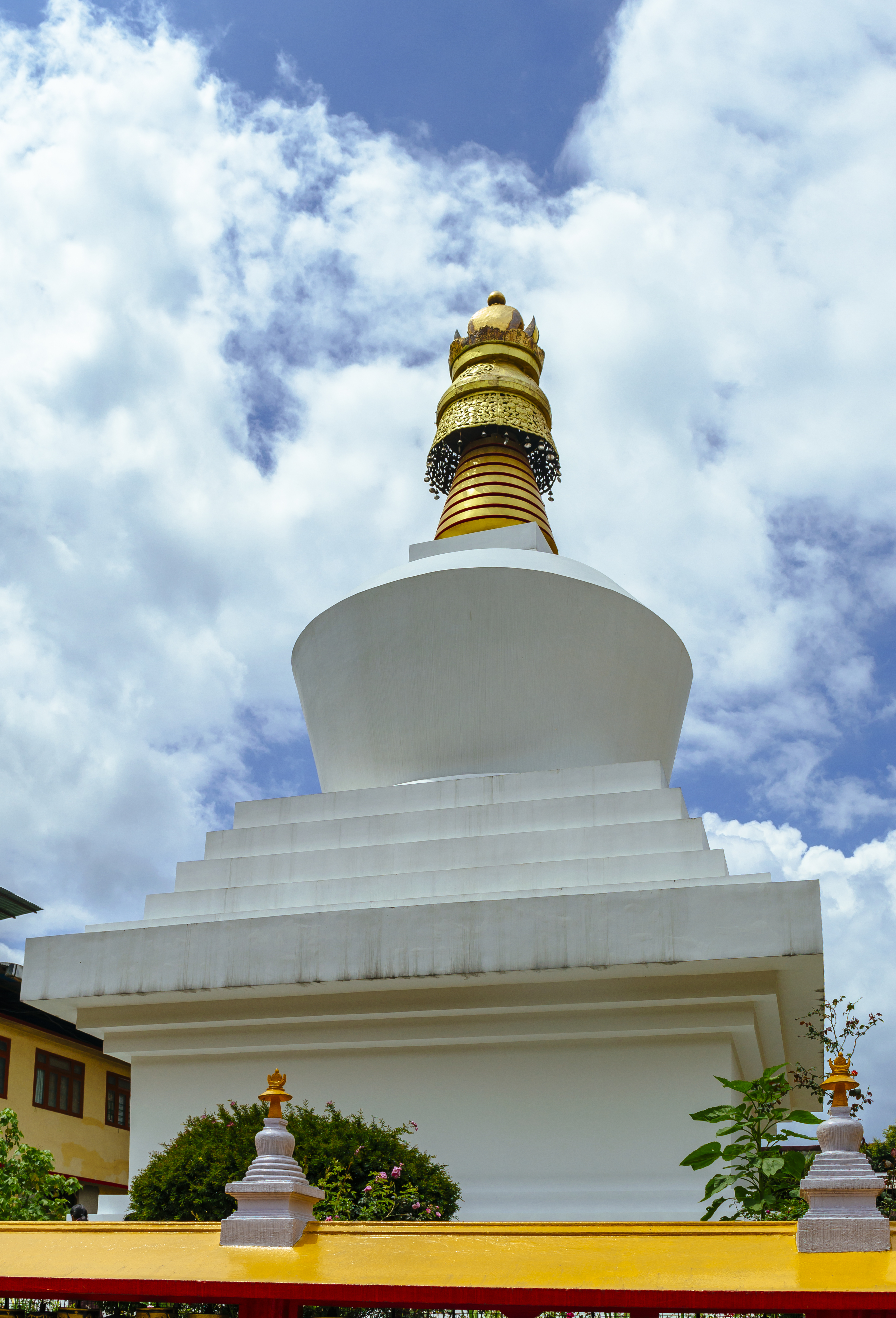
درو دول شورتن ستوبا في غانتوك.

أصبحت مجلة Kanchenjunga النيبالية أول منفذ إخباري للجماهير في سكيم في عام 1957.
يوجد في المناطق الحضرية الجنوبية في سكيم صحف يومية باللغة الإنجليزية والنيبالية. تطبع الصحف باللغة الصينية وكذلك بعض الصحف الإنجليزية محليًا، بينما تطبع الصحف الهندية والإنجليزية في سيليجوري. تشمل الصحف اليومية والأسبوعية هامرو براجاشاكتي (النيبالية اليومية) وهيمالايا ميرور (الإنجليزية اليومية) وساماي داينيك وسكيم إكسبريس (الإنجليزية) وكانشانجونجا تايمز (الأسبوعية النيبالية) وبراجيا خبر (الأسبوعية النيبالية) وهيمالي بيلا.
يوجد في الولاية بعض من الصحف الإقليمية مقل صحيفة ذا ستيتس مان وصحيفة التلغراف والصحيفة الهندوسية وتايمز أوف إينديا. تشمل وسائل الإعلام عبر الإنترنت التي تغطي سكيم صحيفة هيمجيري النيبالية وبوابة الأخبار الإنجليزية Haalkhabar والمجلة الأدبية Tistarangit Avyakta وBilokan وJournal of Hill Research وKhaber Khagaj وPanda والنشرة الإخبارية لجمعية سكيم للعلوم.

## للاستزادة
- Bajpai، G. S. (1999)، China's Shadow Over Sikkim: The Politics of Intimidation، Lancer Publishers، ISBN:978-1-897829-52-3، مؤرشف من الأصل في 2023-05-18
- Bareh، Hamlet (2001). "Introduction". Encyclopaedia of North-East India: Sikkim. Mittal Publications. ISBN:978-81-7099-794-8. اطلع عليه بتاريخ 2011-06-19.
- Choudhury، Maitreyee (2006). Sikkim: Geographical Perspectives. New Delhi: Mittal Publications. ISBN:978-81-8324-158-8. مؤرشف من الأصل في 2023-12-03.
- Duff، Andrew (2015)، Sikkim: Requiem for a Himalayan Kingdom، Birlinn، ISBN:978-0-85790-245-0، مؤرشف من الأصل في 2023-11-16
- Evans، W. H. (1932). The Identification of Indian Butterflies (ط. 2nd). Mumbai, India: Bombay Natural History Society. ASIN:B00086SOSG.
- Forbes، Andrew؛ Henley، David (2011). "The Tea Horse Road from Lhasa to Sikkim". China's Ancient Tea Horse Road. Chiang Mai: Cognoscenti Books. ASIN:B005DQV7Q2.
- Gupta، Ranjan (سبتمبر 1975)، "Sikkim: The Merger with India"، Asian Survey، ج. 15، ص. 786–798، DOI:10.2307/2643174، JSTOR:2643174
- Hooker، Joseph Dalton (1854). Himalayan Journals: notes of a naturalist in Bengal, the Sikkim and Nepal Himalayas, the Khasia mountains etc. Ward, Lock, Bowden & Co. ISBN:978-1-60620-983-7. مؤرشف من الأصل في 2023-10-06.
- Haribal، Meena (2003) [1994]. Butterflies of Sikkim Himalaya and their Natural History. Sikkim Nature Conservation Foundation. Natraj Publishers. ISBN:978-81-85019-11-6.
- Kandell، Alice S. (1971). Sikkim: The Hidden Kingdom (ط. 2nd). Doubleday. ISBN:978-03-8502-206-4.
- Manorama Yearbook, 2003. Malayala Manorama Company. 2003. ISBN:81-900461-8-7.
- Ray، Arundhati؛ Das، Sujoy (2001). Sikkim: A Traveller's Guide. New Delhi: Orient Blackswan. ISBN:81-7824-008-4. مؤرشف من الأصل في 2024-05-25.
- Road & trekking maps of Darjeeling, Sikkim & Bhutan, Jaldapara Wildlife Sanctuary. New Delhi: Nest & Wings. 2003. ISBN:81-87592-07-9.
- Rose، Leo E. (1978)، "Modernizing a Traditional Administrative System: Sikkim 1890–1973"، في James F. Fisher (المحرر)، Himalayan Anthropology: The Indo-Tibetan Interface، Walter de Gruyter، ص. 205–، ISBN:978-90-279-7700-7
- Sinha، A. C.، "Sikkim"، في Mayumi Murayama؛ Kyoko Inoue؛ Sanjoy Hazarika (المحررون)، Sub-Regional Relations in the Eastern South Asia: With Special Focus on India's North Eastern Region، Institute of Developing Economies، مؤرشف من الأصل (PDF) في 2023-10-20
- Sikkim: Land of Mystic Splendour. Kathmandu: Himalayan Map House. ISBN:9993360392.

## روابط خارجية
- الموقع الرسمي
- Official website of Sikkim Tourism
- Sikkim على مشروع الدليل المفتوح
- معلومات جغرافية متعلقة بسيكيم على خريطة الشارع المفتوح